# 1178 هـ
1178 هـ هي سنة في التقويم الهجري امتدت مقابلةً في التقويم الميلادي بين سنتي 1764 و1765.

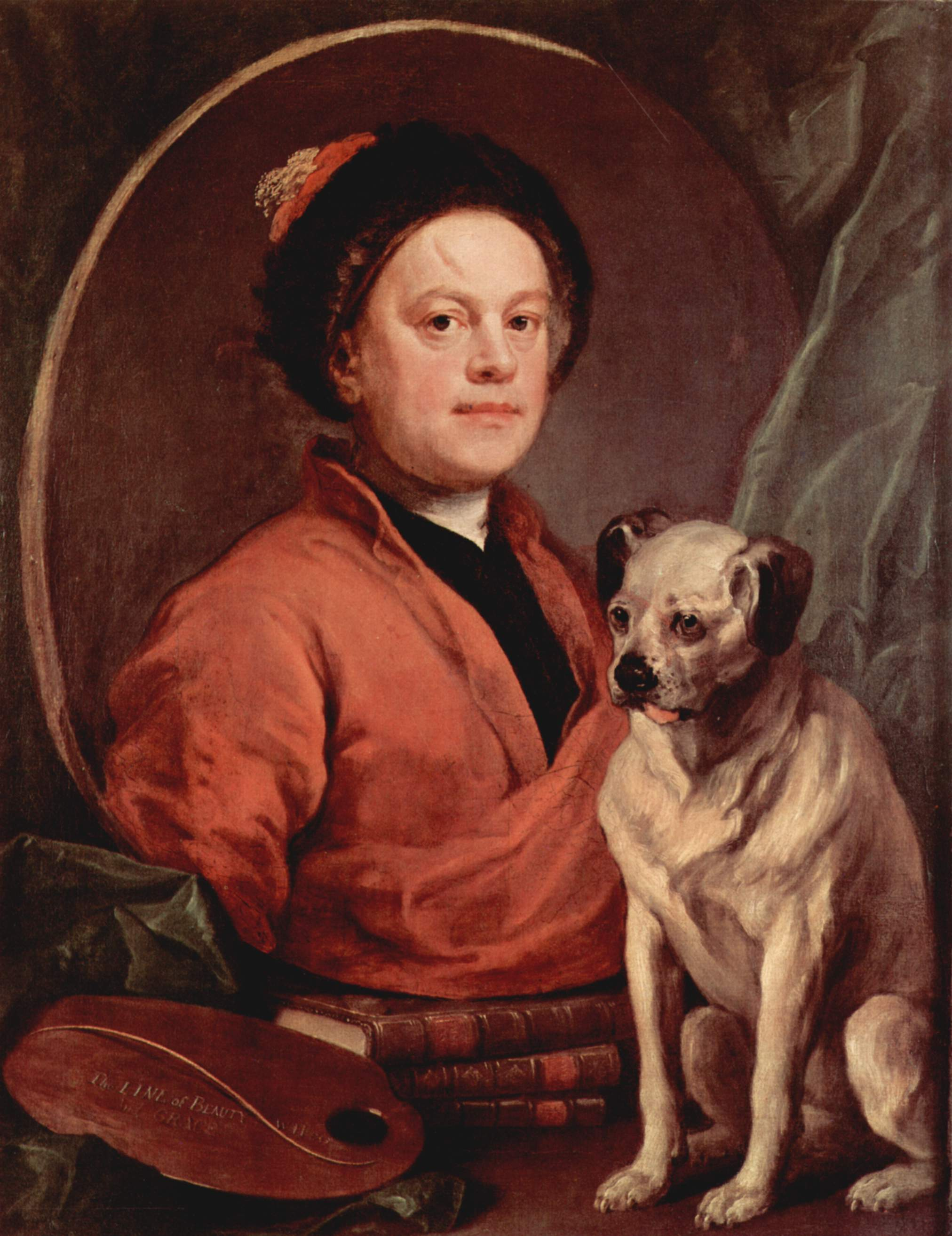
وليم هوجرت

## أحداث
- الإمام محمد بن سعود يعين الإمام سعود بن عبد العزيز بن محمد نائبا ثانيا لولي العهد.

## مواليد
- عبد الله أحمد باسودان.
- محمد الأخباري
- محمد جعفر البهبهاني

## وفيات
- جمال الدين الحفني
- وليم هوجرت